# Tarsicio Aguado Simón
Tarsicio „Tarsi“ Aguado Simón (* 4. März 1968 in Murchante) ist ein ehemaliger spanischer Fußballspieler.

## Karriere
Aguado spielte bis 1988 für die B-Mannschaft des CA Osasuna. Im August 1987 debütierte er in der Segunda División B, als er am ersten Spieltag der Saison 1987/88 gegen den CE l’Hospitalet in der Startelf stand. Seinen ersten Treffer in der dritthöchsten spanischen Spielklasse erzielte er im September 1987 bei einem 4:0-Sieg gegen den Terrassa FC.
Zur Saison 1988/89 wechselte er zum CF Sporting Mahonés. In seinen zwei Jahren beim Verein auf Menorca absolvierte Aguado 71 Spiele in der Segunda División B, in denen er neun Tore erzielen konnte.
1990 schloss er sich dem AEC Manlleu an. Für den Verein aus Katalonien absolvierte er in eineinhalb Jahren 51 Drittligaspiele, in denen er ein Tor erzielte. Im Januar 1992 wechselte er zum Zweitligisten CE Sabadell. Sein Debüt in der Segunda División gab er im selben Monat, als er am 18. Spieltag der Saison 1991/92 gegen Racing Santander in der Startelf stand. Seinen ersten Zweitligatreffer erzielte er im September 1992 bei einem 2:0-Sieg gegen den CD Badajoz. Mit Sabadell stieg er 1993 aus der Segunda División ab.
Nach dem Abstieg wechselte Aguado zur Saison 1993/94 zum Drittligisten UDA Gramenet. In seinen sechs Saisonen bei Gramenet absolvierte er 214 Spiele in der Segunda División B und erzielte dabei vier Tore. 1999 verließ er den Verein.

## Persönliches
Sein gleichnamiger Sohn (* 1994) ist ebenfalls Fußballspieler.